# Sommarpalatset (Sankt Petersburg)

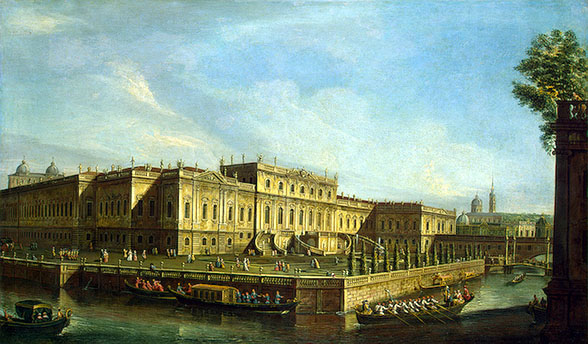
Sommarpalatset, 1756.

Sommarpalatset var ett kejserligt palats i Sankt Petersburg i Ryssland.  Det var det ryska hovets huvudbostad i Sankt Petersburg 1730–1762. 
Palatset uppfördes i trä av Bartolomeo Rastrelli 1730–1731, som bostad för kejsarinnan Anna och hennes hov. 
Det revs 1741 på order av kejsarinnan Elisabet, och Rastrelli uppförde sedan ett nytt sommarpalats i trä för Elisabet och hennes hov som stod klart 1744. Palatset var hovets huvudbostad i huvudstaden under Elisabets regeringstid, då Vinterpalatset ännu inte var färdigbyggt. Där föddes bland annat den senare Paul I 1754. 
När Katarina den stora besteg tronen 1762 flyttade hon hovet till det då färdigbyggda Vinterpalatset, och Sommarpalatset förföll. Det revs 1796 och Sankt Mikaels slott byggdes i dess ställe.